# Adesione della Moldavia all'Unione europea
La Moldavia ha compiuto sforzi considerevoli per aderire all'Unione europea e sono stati firmati vari accordi volti a favorire l'integrazione.

## Processo d'adesione
Il 29 novembre 2013, a Vilnius, la Moldavia ha firmato un accordo di associazione con l'Unione europea; successivamente, il 27 febbraio 2014, il Parlamento europeo ha approvato l'esenzione dei visti per i cittadini moldavi.
Il 3 marzo 2022, durante l'invasione russa dell'Ucraina, la presidente della Moldavia Maia Sandu ha ufficialmente firmato la richiesta di adesione all'Unione europea. Il successivo 17 giugno la Commissione europea ha pubblicato il proprio parere favorevole alla concessione dello status di candidato ufficiale all'Ucraina e alla Moldavia e il 23 giugno 2022 a Bruxelles il Consiglio europeo ha concesso lo status di candidato all'ingresso nell'Unione europea per questi due stati.
Nel rapporto sull'allargamento del 2023, pubblicato l'8 novembre, la Commissione europea ha raccomandato di avviare i negoziati d'adesione con la Moldavia e l'Ucraina. Facendo seguito a tale raccomandazione, il 14 dicembre 2023 il Consiglio europeo ha deciso di avviare i negoziati d'adesione con la Moldavia e l'Ucraina. Il 25 giugno 2024 si è tenuta a Bruxelles la prima conferenza intergovernativa di apertura dei negoziati di adesione.
Il 21 ottobre 2024, il risultato del referendum sull'adesione del paese all'Unione europea ha dato come risultato il 50,4% dei cittadini a favore.

## Progresso dei negoziati
| Capitoli dell'acquis                                             | Situazione attuale                    | Inizio Screening | Completamento Screening | Apertura Capitolo | Chiusura Capitolo |
| ---------------------------------------------------------------- | ------------------------------------- | ---------------- | ----------------------- | ----------------- | ----------------- |
| 1. Libertà di circolazione delle merci                           | Molto difficile da adottare           | 18-02-2025       | 21-02-2025              |                   |                   |
| 2. Libertà di circolazione dei lavoratori                        | Necessari ulteriori sforzi            | 03-12-2024       | 03-12-2024              |                   |                   |
| 3. Diritto di stabilimento/libertà di provvedere ai servizi      | Necessari ulteriori sforzi            | 05-12-2024       | 06-12-2024              |                   |                   |
| 4. Libera circolazione dei capitali                              | Necessari ulteriori sforzi            | 16-12-2024       | 16-12-2024              |                   |                   |
| 5. Appalti pubblici                                              | Notevoli sforzi necessari             | 09-07-2024       | 11-07-2024              |                   |                   |
| 6. Diritto societario                                            | Notevoli sforzi necessari             | 20-03-2025       | 20-03-2025              |                   |                   |
| 7. Diritto alla proprietà intellettuale                          | Molto difficile da adottare           | 17-12-2024       | 18-12-2024              |                   |                   |
| 8. Competitività                                                 | Molto difficile da adottare           | 20-01-2025       | 22-01-2025              |                   |                   |
| 9. Servizi finanziari                                            | Necessari ulteriori sforzi            | 03-02-2025       | 04-02-2025              |                   |                   |
| 10. Società dell'informazione/Media                              | Notevoli sforzi necessari             | 27-03-2025       | 28-03-2025              |                   |                   |
| 11. Agricoltura/Sviluppo rurale                                  | Notevoli sforzi necessari             | 15-09-2025       | 17-09-2025              |                   |                   |
| 12. Sicurezza alimentare/Politica veterinaria e fitosanitaria    | Notevoli sforzi necessari             | 08-09-2025       | 12-09-2025              |                   |                   |
| 13. Pesca                                                        | Senza attesa di grandi difficoltà     | 02-06-2025       | 03-06-2025              |                   |                   |
| 14. Politica dei trasporti                                       | Notevoli sforzi necessari             | 10-06-2025       | 13-06-2025              |                   |                   |
| 15. Energia                                                      | Notevoli sforzi necessari             | 10-07-2025       | 11-07-2025              |                   |                   |
| 16. Tassazione                                                   | Notevoli sforzi necessari             | 15-05-2025       | 16-05-2025              |                   |                   |
| 17. Economia/Politica monetaria                                  | Senza attesa di grandi difficoltà     | 21-05-2025       | 21-05-2025              |                   |                   |
| 18. Statistiche                                                  | Senza attesa di grandi difficoltà     | 13-11-2024       | 14-11-2024              |                   |                   |
| 19. Politica sociale/Occupazione                                 | Notevoli sforzi necessari             | 03-04-2025       | 04-04-2025              |                   |                   |
| 20. Impresa/Politica industriale                                 | Senza attesa di grandi difficoltà     | 22-05-2025       | 23-05-2025              |                   |                   |
| 21. Reti transeuropee                                            | Senza attesa di grandi difficoltà     | 10-06-2025       | 11-07-2025              |                   |                   |
| 22. Politica regionale/Coordinamento degli strumenti strutturali | Notevoli sforzi necessari             |                  |                         |                   |                   |
| 23. Magistratura/Diritti fondamentali                            | Notevoli sforzi necessari             | 15-10-2024       | 17-10-2024              |                   |                   |
| 24. Giustizia/Libertà/Sicurezza                                  | Notevoli sforzi necessari             | 23-09-2024       | 26-09-2024              |                   |                   |
| 25. Scienza/Ricerca                                              | Senza attesa di grandi difficoltà     | 12-05-2025       | 12-05-2025              |                   |                   |
| 26. Educazione/Cultura                                           | Senza attesa di grandi difficoltà     | 13-05-2025       | 13-05-2025              |                   |                   |
| 27. Ambiente                                                     | Totalmente incompatibile con l'acquis | 30-06-2025       | 04-07-2025              |                   |                   |
| 28. Consumatori/Tutela della salute                              | Necessari ulteriori sforzi            | 17-03-2025       | 19-03-2025              |                   |                   |
| 29. Unione doganale                                              | Notevoli sforzi necessari             | 07-04-2025       | 08-04-2025              |                   |                   |
| 30. Relazioni esterne                                            | Senza attesa di grandi difficoltà     | 05-02-2025       | 05-02-2025              |                   |                   |
| 31. Politica estera/Sicurezza/Difesa                             | Senza attesa di grandi difficoltà     | 21-03-2025       | 21-03-2025              |                   |                   |
| 32. Controlli finanziari                                         | Molto difficile da adottare           | 14-10-2024       | 14-10-2024              |                   |                   |
| 33. Disposizioni finanziarie e di bilancio                       | Senza attesa di grandi difficoltà     | 22-09-2025       |                         |                   |                   |
| 34. Istituzioni                                                  | Nessuna misura da adottare            |                  |                         |                   |                   |
| 35. Altri problemi                                               | Nessuna misura da adottare            |                  |                         |                   |                   |
| Progresso                                                        |                                       | 32 su 33         | 31 su 33                | 0 su 33           | 0 su 33           |